# Elezioni presidenziali in Slovenia del 2017
Le elezioni presidenziali in Slovenia del 2017 si tennero il 22 ottobre (primo turno) e il 12 novembre (secondo turno).

## Risultati
| Candidati            | Partiti                                | I turno | I turno | II turno | II turno |
| Candidati            | Partiti                                | Voti    | %       | Voti     | %        |
| -------------------- | -------------------------------------- | ------- | ------- | -------- | -------- |
| Borut Pahor          | Indipendente (Socialdemocratici)       | 355 117 | 47,21   | 375 106  | 52,98    |
| Marjan Šarec         | Lista di Marjan Šarec                  | 186 235 | 24,76   | 332 871  | 47,02    |
| Romana Tomc          | Partito Democratico Sloveno            | 102 925 | 13,68   |          |          |
| Ljudmila Novak       | Nuova Slovenia - Democratici Cristiani | 54 437  | 7,24    |          |          |
| Andrej Šiško         | Movimento Slovenia Unita               | 16 636  | 2,21    |          |          |
| Boris Popovič        | Slovenia per Sempre                    | 13 559  | 1,80    |          |          |
| Maja Makovec Brenčič | Partito del Centro Moderno             | 13 052  | 1,74    |          |          |
| Suzana Lara Krause   | Partito Popolare Sloveno               | 5 885   | 0,78    |          |          |
| Angelca Likovič      | Voce per i Bambini e le Famiglie       | 4 418   | 0,59    |          |          |
| Totale               | Totale                                 | 752 264 | 100     | 707 977  | 100      |